# Ларга (Бакеу)
Ларга (рум. Larga) — село у повіті Бакеу в Румунії. Входить до складу комуни Дофтяна.
Село розташоване на відстані 215 км на північ від Бухареста, 38 км на південний захід від Бакеу, 120 км на південний захід від Ясс, 105 км на північний схід від Брашова.

## Населення
За даними перепису населення 2002 року у селі проживали 1374 особи, з них 1373 особи (99,9%) румунів. Усі жителі села рідною мовою назвали румунську.